# Мончазы
Мончазы (баш. Мансаҙы) — деревня в Иглинском районе Республики Башкортостан Российской Федерации. Входит в состав Охлебининского сельсовета.

## География

### Географическое положение
Расстояние до:
- районного центра (Иглино): 42 км,
- центра сельсовета (Охлебинино): 3 км,
- ближайшей ж/д станции (Иглино): 42 км.

## Население
| 2002 | 2009 | 2010 |
| ---- | ---- | ---- |
| 171  | ↘169 | ↘168 |